# M90 (天体)
座標:  12h 36m 49.816s, +13° 09′ 46.33″
M90（NGC 4569）はおとめ座にある渦巻銀河である。おとめ座銀河団に属している。数少ない銀河系に対して接近している銀河の一つである。

## 概要
M89とM90は同じ視野に入る。M90はM89の北40分にあり、両者の間はジグザグの微星でつながるという。
双眼鏡では恒星状にしか見えない。口径5cmの望遠鏡では光のシミにみえ、口径8cmの望遠鏡では米粒状の中心角とそれを取り巻く光芒が見えてくる。口径10cmの望遠鏡では、M89と同一視野に見えM90はかなりつぶれた楕円形、M89は丸い円形に見えて、区別できる。口径30cmでは腕の構造のような暗黒帯が見えてくる。

## 観測史
1781年3月18日にシャルル・メシエによって発見された。メシエはこの夜、球状星団M92と8つの銀河を発見している。
メシエは「星のない星雲。M89より微光」と記した。ジョン・ハーシェルは「かなり大きく中央が明るい。核がある」とした。ハインリヒ・ダレストは「すてきな星雲だ。中心部は楕円で7'x90"の範囲が光り、11等星がきらめく。核はほんとうの星で、他に光る点はない」としたが、1864年には「非常に大きく12等級に囲まれた楕円形の星雲で、大きさは7'x2'。核は星雲を通して輝く星のようである」と追加した。